# Sadovi (Aleksàndrovka)
Sadovi - Садовый (rus) és un possiólok del krai de Krasnodar, a Rússia. És a la costa nord de la península de Ieisk, a la vora del liman de Ieisk de la mar d'Azov, a 12 km al sud-est de Ieisk i a 184 km al nord-oest de Krasnodar. Pertany al municipi d'Aleksàndrovka.